# Aéroport de Uiju
L'aéroport de Uiju est un aéroport à Uiju, dans la province de Pyongan du Nord, en Corée du Nord.

## Installations
L'aérodrome a une seule piste en béton orientée 05/23 mesurant 2493 de large pour 53 m).  Il est situé dans la plaine de la rivière Yalu, à quelques kilomètres au nord-est de la ville chinoise de Dandong. Il est également à quelques kilomètres au nord-est de l'aéroport de Sinuiju. Il a une voie de circulation parallèle sur toute la longueur de la piste, et plusieurs voies de circulation accèdent à des postes de stationnement dispersés.

## Unités
L'aérodrome abrite le 24e régiment de bombardiers de l'armée de l'air populaire coréenne, qui a au moins 32 bombardiers Harbin B-5 (Ilyushin Il-28) sur place en 2010.